# Nagata–Smirnovs metriserbarhetssats
Inom matematiken är Nagata–Smirnovs metriserbarhetssats ett resultat som karakteriserar metriserbara topologiska rum. Satsen säger att ett topologiskt rum {\displaystyle X} är metriserbart om och bara om det är regelbundet, Hausdorff samt har en uppräkneligt lokalt ändlig (d.v.s. σ-lokalt ändlig) bas. Satsen är uppkallad efter Jun-iti Nagata och Jurij Michailovitj Smirnov.